# Mimomyia hispida
Mimomyia hispida är en tvåvingeart som först beskrevs av Theobald 1910.  Mimomyia hispida ingår i släktet Mimomyia och familjen stickmyggor. Inga underarter finns listade i Catalogue of Life.